# Enoil-KoA hidrataza 2
Enoil-KoA hidrataza 2 (EC 4.2.1.119, 2-enoil-KoA hidrataza 2, AtECH2, ECH2, MaoC, MFE-2, PhaJAc, D-3-hidroksiacil-KoA hidrolijaza, D-specifična 2-trans-enoil-KoA hidrataza) je enzim sa sistematskim imenom (3R)-3-hidroksiacil-KoA hidrolijaza. Ovaj enzim katalizuje sledeću hemijsku reakciju
(3)-3-hidroksiacil-KoA {\displaystyle \rightleftharpoons } (2E)-2-enoil-KoA + H2O
Ovaj enzim katalizuje hidracioni korak tokom peroksisomalne beta-oksidacije.

## Literatura
- Nicholas C. Price; Lewis Stevens (1999). Fundamentals of Enzymology: The Cell and Molecular Biology of Catalytic Proteins (Third изд.). USA: Oxford University Press. ISBN 019850229X.
- Eric J. Toone (2006). Advances in Enzymology and Related Areas of Molecular Biology, Protein Evolution (Volume 75 изд.). Wiley-Interscience. ISBN 0471205036.
- Branden C; Tooze J. Introduction to Protein Structure. New York, NY: Garland Publishing. ISBN 0-8153-2305-0.
- Irwin H. Segel. Enzyme Kinetics: Behavior and Analysis of Rapid Equilibrium and Steady-State Enzyme Systems (Book 44 изд.). Wiley Classics Library. ISBN 0471303097.
- William P. Jencks (1987). Catalysis in Chemistry and Enzymology. Dover Publications. ISBN 0486654605.

## Spoljašnje veze
- Enoyl-CoA+hydratase+2 на 